# Championnat de Biélorussie de hockey sur glace
L'Ekstraliga est la plus haute ligue de hockey sur glace en Biélorussie.

## Équipes engagées
Voici les clubs qui prennent part aux activités de la ligue pour 2022-2023 :
- HK Iounost Minsk
- HK Chakhtsior Salihorsk
- HK Nioman Hrodna
- HK Homiel
- HK Dynama-Maladetchna
- Metallourg Jlobine
- HK Brest
- HK Lida
- Khimik-SKA Novapolatsk
- HK Vitebsk
- HK Mahiliow
- HK Lakamativ Orcha

## Palmarès
- 1993 : Tivali Minsk
- 1994 : Tivali Minsk
- 1995 : Tivali Minsk
- 1996 : Polimir Novapolatsk
- 1997 : Polimir Novapolatsk
- 1998 : HK Nioman Hrodna
- 1999 : HK Nioman Hrodna
- 2000 : Tivali Minsk
- 2001 : HK Nioman Hrodna
- 2002 : Keramin Minsk
- 2003 : HK Homiel
- 2004 : HK Iounost Minsk
- 2005 : HK Iounost Minsk
- 2006 : HK Iounost Minsk
- 2007 : Dinamo Minsk
- 2008 : Keramin Minsk
- 2009 : HK Iounost Minsk
- 2010 : HK Iounost Minsk
- 2011 : HK Iounost Minsk
- 2012 : Metallourg Jlobine
- 2013 : HK Nioman Hrodna
- 2014 : HK Nioman Hrodna
- 2015 : HK Chakhtsior Salihorsk
- 2016 : HK Iounost Minsk
- 2017 : HK Nioman Hrodna
- 2018 : HK Nioman Hrodna
- 2019 : HK Iounost Minsk
- 2020 : HK Iounost Minsk
- 2021 : HK Iounost Minsk
- 2022 : Metallourg Jlobine